# کوموس
کوموس (از یونانی κομμός، kommós، نوعی تغزل در قالب گفتگو که همسرایان می‌خوانند و در سوگ به سر و سینه خود می‌کوبند.
آهنگ غنایی سوگواری در یک تراژدی آتنی که گروه کر و یک شخصیت نمایشی با هم می‌خوانند.
یک کوموس «زمانی که تنش نمایشنامه به اوج غم یا وحشت یا شادی می‌رسد» رخ می‌دهد. به عنوان مثال می‌توان به بخش پایانی (خطوط ۹۰۸–۱۰۷۷) آیسخلوس ایرانیان (۴۷۲ پ. م) اشاره کرد که در آن خشایارشا از شکست ارتش ایرانی خود ابراز تاسف می‌کند، ظهور نهایی آنتیگونه در آنتیگون سوفوکل (حدود ۴۴۲ ق. م)، تعامل بین گروه کر و ادیپ هنگامی که بازمی گردد با کور کردن خود در ادیپ رکس سوفوکل ( حدود ۴۲۹ پ.